# ریورگارو
ریورگارو (به ایتالیایی: Rivergaro) یک کومونه در ایتالیا است که در استان پیاچنزا واقع شده‌است.

## خصوصیات
ریورگارو ۴۳٫۸ کیلومترمربع مساحت و ۶٬۸۴۳ نفر جمعیت دارد.